# 레드백 장갑차
레드백 장갑차(영어: REDBACK IFV)는 한화디펜스에서 개발한 대한민국의 5세대 보병전투장갑차이다. K-21의 핵심 기술을 바탕으로 개발되었으며 '레드백'은 호주에서 서식하는 붉은등 독거미의 이름을 따왔다.

## 역사
한화디펜스는 호주군의 미래형 궤도장갑차 도입사업인 'Land400 Phase3'를 겨냥해 레드백 장갑차 프로토타입 모형을 선보였다. 이 사업은 규모가 전투형장갑차 400여대에 이르며 2022년 하반기에 업체를 선정할 예정으로 알려졌다.
2019년 9월, 호주의 미래형 궤도 장갑차 획득사업인에 최종 2개 후보에 선정되었다. 최종 후보로 선정된 장비는 한화디펜스의 레드백과 독일 라인메탈디펜스의 링스 장갑차이다. 호주군은 레드백과 링스를 대상으로 2년 동안 시험평가를 거쳐 2021년 말 최종 사업자를 선정할 예정이다.
2022년 3월, 한국 육군은 호주로 수출을 추진 중인 레드백의 성능을 입증하기 위해 1대를 시험운용하기로 했다. 방사청은 4~5월 제11기동사단 기갑수색대대에서 레드백 1대를 운용하며 도로·야지 주행시험 등 성능을 확인할 예정이라고 밝혔다.
같은 해 5월 29일, 레드백 장갑차의 시범운용 모습이 공개되었다. 한화디펜스는 27일 11사단 훈련장에서 레드백 시범 운용 미디어데이 행사를 개최하고 사단 기갑수색대대에서 시범 운용 중인 레드백 궤도장갑차의 실제 기동 모습을 선보였으며 8월 국내에서도 1만km 내구도 시험평가를 진행하는 등 다양한 지형에서의 운용 신뢰성을 높여나갈 계획이다.
또한 한국형 레드백은 신속연구개발 사업을 통해 개발될 것으로 알려졌으며 신속연구개발 사업을 활용하면 도입기간을 단축할 수 있고 군 소식통은 "2025년까지 한국형 레드백 시제품을 개발할 계획인 것으로 안다"고 전했다.

## 특징
승무원 3명, 전투원 8명이 탑승한다. K-21보다 비싸고 더 무겁지만, K-21에는 없는 대전차 지뢰 방호 능력도 갖추고 있으며 주요 무장은 미국 노스롭 그루먼의 MK44S 부시마스터 2 30mm 기관포와 7.62mm 기관총, 이스라엘 라파엘의 스파이크 LR2 대전차 미사일 2발을 탑재한다. 대전차 미사일은 포탑 안에 수납되어 있다가 필요할 때 튀어나오는 방식이다. 7.62mm 기관총은 원격사격통제체계(RCWS)로 작동된다. 또 열 차단 장치를 장착하여 열상감시장비나 미사일의 시커가 알아보지 못한다.
레드백에 장착된 상황인식 카메라와 '아이언 비전' 헬멧 전시기는 주변 360도 상황을 촬영해 주변을 쉽게 파악할 수 있으며 시스템이 자체적으로 합성한 뒤 지휘관이 쓴 헬멧으로 전송한다. 생존성 향상을 위해 능동위상배열레이더(AESA)를 이용해 장갑차로 접근하는 적 대전차미사일 등을 포착·요격하는 ‘아이언 피스트(Iron Fist)’ 능동방어기술를 탑재했다. 이 기술은 이스라엘 엘빗 시스템즈의 기술이며 장갑차 주변을 360도 전방위로 감시해 차량 상부를 노리는 방식의 대전차무기에도 대응할 수 있다. 또 급조폭발물·지뢰 등으로부터 탑승 인력을 보호할 수 있는 차체 설계와 지뢰 방호시트도 장착했다.
레드백에는 철제 궤도가 아닌 고무 궤도가 장착되었고 K9 자주포가 사용하는 파워팩을 그대로 사용했다. 고무궤도는 내구성이 높아 정비 수요는 최대 80% 줄어들고 차량 경량화로 연료를 30% 가까이 아끼는 장점이 있다. 또 주행 때 철제 궤도차량 대비 진동은 최대 70% 줄여 주며, 소음도 현저히 감소시킨다.

## 가격
레드백은 현재 한국군 주력인 K-21 보병전투장갑차에 비해 가격은 3배가량 비싸지만 훨씬 뛰어난 성능을 갖고 있다. 레드백의 대당 가격은 110억원에 이르는 것으로 알려졌다. 호주 수출용으로 개발된 레드백은 강력한 공격력과 방어 능력을 가진 고성능 장갑차이지만, 가격이 비싸다. 그래서 폴란드는 상대적으로 가격이 저렴한 한국군용 레드백을 도입하길 원하는 것으로 알려졌다. K-21의 한 대당 가격은 35억원가량이다.
독일 육군의 푸마 장갑차는 대당 1700만 유로(약 233억원)로 알려졌다. 푸마 장갑차는 세계에서 가장 비싼 장갑차라고 프랑크푸르터알게마이네차이퉁(FAZ)은 전했다.

## 수출

### 폴란드
2022년 10월 20일, 마리우시 브와슈차크 폴란드 부총리 겸 국방부 장관은 트위터에 글을 올리고 자체 개발한 장갑차 보르숙을 보완할 수단으로 한국의 레드백을 고려 중이라고 밝혔다. 폴란드 정부 고위급 인사가 레드백 도입을 공개적으로 언급한 것은 이번이 처음이다.
소련의 BMP-1은 세계 최초의 보병전투차(IFV)로서, 무게 13.2톤, 1967년 최초로 공개되었다. 폴란드는 BMP-1를 대량수입해 BWP-1라고 불렀다. 오랜기간 사용하다가, 폴란드는 BWP-1 IFV를 대체하기 위해서 보르숙을 독자 개발했다.
1940년 소련은 폴란드인을 대규모로 학살한 적이 있다. 카틴 숲 대학살 참조. 그런 역사적인 이유로, 2022년 러시아의 우크라이나 침공에 대해, 폴란드가 매우 화를 내며, 공포에 떨고 있다.
| 비교     | Borsuk IFV | Redback IFV | BMP-1 IFV | BMP-2 IFV | BMP-3 IFV | Bradley IFV |
| 길이     | 7.5 m      | 8.0 m       |           |           |           |             |
| 너비     | 3.5 m      | 3.64 m      |           |           |           |             |
| 무게     | 40 톤      | 42 톤       | 13.2 톤   | 14.3 톤   | 18.7 톤   | 22.6 톤     |
| 디젤엔진 | 800 hp     | 1000 hp     | 300 hp    | 300 hp    | 500 hp    | 600 hp      |

### 호주
K-21은 대한민국 국군이 도입한 최초의 본격적인 보병전투차(IFV)로서, 개발 비용은 1999년부터 2007년 개발 완료 시점까지 총 910억 원이 사용되었다. 양산을 거쳐 2009년 11월 말부터 군부대에 배치되었다. 
AS-21 레드백은 국내에서 운용하던 K-21 장갑차를 수출하는 것이 아니라 K-21을 기반으로 호주 육군의 요구에 부합하는 차세대 장갑차를 한화디펜스가 새롭게 개발한 것이다. K=Korea, AS=Austrailia. AS-21은 레드백의 개발 단계 명칭이다.

## 같이 보기
- M2 브래들리
- K200 장갑차